# Harpullia solomonensis
Harpullia solomonensis är en kinesträdsväxtart som beskrevs av M. Vente. Harpullia solomonensis ingår i släktet Harpullia och familjen kinesträdsväxter. Inga underarter finns listade i Catalogue of Life.